# 하마오 쿄스케
하마오 쿄스케(일본어: 浜尾 京介, 1991년 6월 25일 ~ )는 일본의 前 배우이다.

## 출연작

### TV 드라마
- 천장전대 고세이저 - 아그리 / 고세이블랙 역

### 영화
- 사무라이전대 신켄저 vs. 고온저: 은막 BANG!! - 아그리 / 고세이블랙 역
- 천장전대 고세이저 vs. 신켄저: 에픽 온 은막 - 아그리 / 고세이블랙 역
- 고카이저 고세이저 슈퍼 전대 199 히어로 대결전 - 아그리 / 고세이블랙 역